# Dianthidium implicatum
Dianthidium implicatum är en biart som beskrevs av Timberlake 1948. Dianthidium implicatum ingår i släktet Dianthidium och familjen buksamlarbin. Inga underarter finns listade.

## Beskrivning
Arten är svart med vita markeringar, på bakkroppen främst i form av avbrutna tvärband. Tergit 1 till 4 (de fyra första bakkroppssegmenten) har dessutom rödbruna kanter. Det förekommer även att allt det svarta på tergit 1 är ersatt med rödbrunt.

## Ekologi
Dianthidium implicatum besöker åtminstone blommande växter från tre olika familjer, som korgblommiga växter (exempelvis ambrosior, solrosor och Gutierrezia), brännreveväxter (likt Cevallia) samt slideväxter (likt ullsliden och Bebbia).

### Fortplantning
Arten är ett solitärt bi, det vill säga det är icke samhällsbildande, utan varje hona sörjer själv för sin avkomma. Bona förefaller vara ganska små, och som hos andra arter i samma släkte, vara gjorda av grus och kåda.

## Utbredning
Utbredningsområdet omfattar sydvästra Nordamerika som Arizona, Kalifornien, Nevada, Idaho, Oregon, Utah, New Mexico och Texas i USA samt Sonora, Durango och Coahuila i Mexiko.